# Phalaenopsis schilleriana
Phalaenopsis schilleriana Rchb.f., 1860 è una pianta della famiglia delle Orchidacee.

## Descrizione
È un'orchidea epifita di grande taglia, molto robusta, con gambo completamente avvolto dalle basi embricate delle foglie che sono carnose, oblungo-lanceolate oppure oblungo ellittiche, quando non ellittiche, ad apice ottuso, di colore verde scuro screziato di grigio argento. La fioritura avviene normalmente in primavera con un'infiorescenza lunga fino a 90 centimetri, inarcata, che porta da pochi a moltissimi (da 3 fino a 250) fiori protetti da piccole brattee. I fiori sono particolarmente vistosi, grandi in media 8 o 9 centimetri, gradevolmente profumati e di tonalità che sfuma dal bianco al rosa, il labello ha una macchia grande gialla ed è maculato di rosso e rosa.

## Distribuzione e habitat
La specie è originaria della foresta pluviale dell'Isola di Luzon e altre isole limitrofe, nell'arcipelago delle Filippine dove cresce dal livello del mare a massimo 500 metri di quota.

## Sinonimi
Phalaenopsis schilleriana var. viridimaculata Duch., 1862

Phalaenopsis schilleriana var. immaculata Rchb.f.,1875

Phalaenopsis schilleriana var. delicata Dean, 1877

Phalaenopsis schilleriana var. splendens R.Warner, 1878

Phalaenopsis schilleriana var. advena Rchb.f.,1885

Phalaenopsis schilleriana var. major Hook.f. ex Rolfe, 1886

Phalaenopsis schilleriana subvar. immaculata (Rchb.f.) A.H.Kent, 1891

Phalaenopsis schilleriana var. purpurea O'Brien, 1892

Phalaenopsis schilleriana var. grandiflora Brero, 1935, nom. inval.

Phalaenopsis schilleriana var. odorata Brero, 1935, nom. inval.

Phalaenopsis schilleriana var. pallida Valmayor & D.Tiu, 1983

Phalaenopsis schilleriana f. immaculata (Rchb.f.) Christenson, 2001

Phalaenopsis schilleriana f. purpurea (O'Brien) O.Gruss & M.Wolff, 2007

Phalaenopsis schilleriana f. splendens (R.Warner) O.Gruss & M.Wolff, 2007

## Coltivazione
Questa pianta richiede in coltura esposizione all'ombra, temendo la luce diretta del sole, nonché acqua nella stagione di vegetazione, quando richiede anche temperature calde. Nella fase di riposo è consigliabile diminuire temperatura e irrigazioni..